# Catoptria xerxes
Catoptria xerxes là một loài bướm đêm trong họ Crambidae.